# Distribuição de chave quântica

Comunicação segura baseada na arquitetura de rede da Quantum Cryptography (SECOQC)

A distribuição de chave quântica (QKD) é um método de comunicação seguro que implementa um protocolo criptográfico envolvendo componentes da mecânica quântica. Ele permite que duas partes produzam uma chave secreta aleatória compartilhada conhecida apenas por elas, que pode ser usada para criptografar e descriptografar mensagens.Geralmente, é chamado incorretamente de criptografia quântica, pois é o exemplo mais conhecido de uma tarefa de criptografia quântica.

## Troca de chaves quânticas
A comunicação quântica envolve a codificação de informações em estados quânticos, ou qubits, em oposição ao uso clássico de bits pela comunicação.  Geralmente, os fótons são usados para esses estados quânticos. A distribuição de chaves quânticas explora certas propriedades desses estados quânticos para garantir sua segurança. Existem várias abordagens diferentes para a distribuição de chaves quânticas, mas elas podem ser divididas em duas categorias principais, dependendo de qual propriedade elas exploram.

### Preparar e medir protocolos
Em contraste com a física clássica, o ato de medir é parte integrante da mecânica quântica. Em geral, medir um estado quântico desconhecido muda esse estado de alguma maneira. Isso é uma consequência da indeterminação quântica e pode ser explorado para detectar qualquer interceptação na comunicação (que necessariamente envolve medição) e, mais importante, para calcular a quantidade de informação que foi interceptada.

### Protocolos baseados em emaranhamento
Os estados quânticos de dois (ou mais) objetos separados podem ser ligados entre si de tal maneira que devem ser descritos por um estado quântico combinado, não como objetos individuais. Isso é conhecido como entrelaçamento e significa que, por exemplo, executar uma medição em um objeto afeta o outro.

## Protocolo BB84

A fonte de luz polarizada é transmitida através de um canal quântico inseguro e detectada por Bob enquanto Eve tenta espionar a comunicação

Este protocolo, conhecido como BB84 após seus inventores (Charles H. Bennett e Gilles Brassard) e ano (1984) de publicação, foi originalmente descrito usando estados de polarização de fótons para transmitir as informações. O remetente (tradicionalmente chamado de Alice) e o receptor (Bob) são conectados por um canal de comunicação quântica que permite a transmissão de estados quânticos. No caso dos fótons, esse canal é geralmente uma fibra óptica ou simplesmente espaço livre. Além disso, eles se comunicam através de um canal clássico público, por exemplo, usando transmissão radiofonica ou a Internet. O protocolo é projetado com a suposição de que uma bisbilhoteira (referido como Eva) possa interferir de alguma forma no canal quântico, enquanto o canal clássico precisa ser autenticado.

## Protocolo E91
O esquema de Artur Ekert de 1991 usa pares emaranhados de fótons. Estes podem ser criados por Alice, por Bob ou por alguma fonte separada de ambos, incluindo a bisbilhoteira Eva. Os fótons são distribuídos para que Alice e Bob terminem com um fóton de cada par.